# Gétatchèw Mèkurya

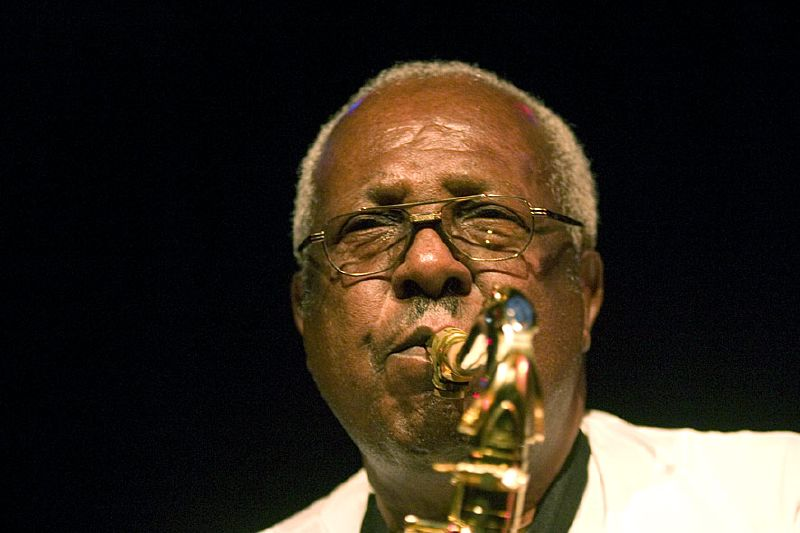
Gétatchèw Mèkurya

Gétatchèw Mèkurya (amharisch ጌታቸው መኩሪያ, * 14. März 1935 in Yifat; † 4. April 2016) war ein äthiopischer Jazzmusiker (Saxophon).

## Leben und Wirken
Mekurya lernte als Kind das Spiel auf traditionellen Folk-Instrumenten wie der Leier Krar und der einsaitigen Laute Masinko, bevor er im Jugendalter zum Saxophon und zur Klarinette wechselte, Instrumente, die zu dieser Zeit wegen Haile Selassies Vorliebe für Brass Bands populär in Äthiopien waren. Mit 13 Jahren spielte er in einer städtischen Band; seine Karriere als Musiker begann er in Orchestern in Addis Abeba und in der Hausband des Haile Selassie I Theater. Als Mitglied des Polizeiorchesters begleitete er populäre Sänger wie Hirut Beqele und Alemayehu Eshete. In den 1950er Jahren entwickelte Mekurya auf dem Tenorsaxophon einen Personalstil, der traditionelle äthiopische Gesänge einbezog. Außerhalb seines Heimatlandes wurde er durch das Album Negus of Ethiopian Sax bekannt, das 2003 auf Compact Disc in der Weltmusik-Reihe Éthiopiques wiederveröffentlicht wurde. Dies führte u. a. zur Zusammenarbeit mit Russ Gershon und dem Either/Orchestra sowie der Band The Ex, die ihn auf ein Festival in Amsterdam einlud; mit The Ex veröffentlichte er 2006 das Album Moa Anbessa, an dem auch Xavier Charles beteiligt war. 2012 folgt noch das Album Y’Anbessaw Tezeta, auf dem er seine früheren Kompositionen neu interpretiert. 2008 trat er im New Yorker Lincoln Center mit The Ex auf.